# Megaphorus durangoensis
Megaphorus durangoensis is een vliegensoort uit de familie van de roofvliegen (Asilidae). De wetenschappelijke naam van de soort is voor het eerst geldig gepubliceerd in 1964 door Cole in Cole & Pritchard.